# حمله با چاقو ۲۰۱۸ آمستردام
حمله باچاقو ۲۰۱۸ آمستردام حمله ای بود که در ۳۱ اوت ۲۰۱۸، در ایستگاه مرکزی آمستردام رخ داد. یک جوان ۱۹ ساله از افغانستان دو گردشگر آمریکایی را با ضربات چاقو زخمی کرد. مهاجم مورد اصابت گلوله پلیس قرار گرفت و زخمی شد. پلیس آمستردام تأیید کرد که معتقدند وی انگیزه تروریستی داشته‌است.

## حادثه
در حدود ساعت ۱۲:۱۰ به وقت محلی (CET) در تاریخ ۳۱ اوت ۲۰۱۸ شخصی که اخیراً با قطار وارد شده بود توسط کارمندان امنیتی در تونل سمت غرب ایستگاه Centraal آمستردام مشاهده شد. در حالی که آنان داشتند بحث می‌کردند که چگونه به او نزدیک شوند، آن مرد چاقویی را بیرون کشید و یک گردشگر را از پشت خنجر زد، سپس به توریست دوم حمله کرد.
افسران پلیس که ۲۰ متر دور بودند، سلاح‌های خود را کشیدند، و هنگامی که مهاجم به طرف یک قربانی احتمالی دیگر دوید، یکی از افسران آتش گشود و او را از پای درآورد.
این حمله ۹ ثانیه به طول انجامید تا اینکه به مهاجم تیراندازی شد. شاهدان گزارش دادند که دو شلیک گلوله شنیده‌اند. پلیس به زبان انگلیسی به مهاجم دستور داد «دراز بکشد». ، به گفته سخنگوی پلیس قربانیان «بسیار بد زخمی شدند»، و مظنون به بیمارستان منتقل شد.

## تأثیر
خدمات قطار قطع شد و ایستگاه که در روز جمعه با مسافران زیادی از فرودگاه شیپخول آمستردام بسیار شلوغ بود، به‌طور موقت بسته شد.
در نتیجه این حمله، در تاریخ ۲۸ سپتامبر ۲۰۱۸، وزارت امور خارجه ایالات متحده مشاوره سفر خود را برای هلند از سطح ۱ به سطح ۲ افزایش داد.

## مظنون
مهاجم به نام جاوید (جواد) سلطانی ۱۹ ساله اهل افغانستان شناخته شد که دارای اجازه اقامت آلمان بود.
مقامات آلمان درخواست پناهندگی وی را که درخواست تجدیدنظر کرده بود، رد کرده بودند.
پلیس هلند با همتایان آلمانی جهت سوابق مظنون در تماس نزدیک بود. سخنگوی پلیس در ابتدا اظهار داشت که پلیس آمستردام "به طور جدی احتمال "انگیزه تروریستی" را در نظر می‌گیرد و بعداً این انگیزه توسط مقامات تأیید شد. مقامات هلندی گفتند که مهاجم علیه هلند مورد آزار قرار گرفته و معتقد است که «پیامبر اسلام، قرآن، اسلام و خدا به‌طور مکرر مورد توهین قرار می‌گیرند»، او به صورت ویژه به خیرت ویلدرس اشاره کرد.

## قربانیان
قربانیان آمریکایی‌هایی با نژاد اریتره بودند که چند روزی با همسرانشان در این کشور بودند. آنها از طریق سفارت ایالات متحده در آمستردام پیام تشکر منتشر کردند. آنها در این پیام از پلیس هلند جهت اقدامات سریع در محل و برای نجات جان خود و همچنین دریافت کمک‌های بعدی که از واحدهای پلیس و کارکنان بیمارستان دریافت کردند، تشکر کردند. سفارت آمریکا خواست که به حریم خصوصی قربانیان احترام گذاشته شود.

## محاکمه
دادستان عمومی به جرم دو اقدام به قتل با قصد تروریستی، ۲۵ سال حبس خواست. دادستان عمومی کشور که حملات را "تکان دهنده" توصیف کرد، گفت که این حمله تأثیر بسیار زیادی داشته‌است. وی گفت: "انتخاب تصادفی قربانیان خصوصاً ترسناک است." "او هیچ پشیمانی از خود نشان نداده و حتی به نظر می‌رسد که از آنچه انجام داده کمی افتخار می‌کند." وی ادامه داد: "اما من به شما اطمینان می‌دهم ،" دولت هلند هرگز تسلیم تروریسم نخواهد شد. در این کشور بحث و گفتگو با کلمات انجام می‌شود نه با چاقو. '
دادگاه منطقه آمستردام، او را به جرم تلاش برای قتل به قصد تروریستی و تهدید سه افسر پلیس مقصر شناخته و به ۲۶ سال و ۸ ماه زندان محکوم کرد.